# Park Hwan-hee
Park Hwan-hee (박환희?, Bak HwanhuiLR, Pak HwanhŭiMR; Masan, 13 ottobre 1990) è un'attrice sudcoreana.
Dopo essersi laureata in Radiodiffusione e Spettacolo alla Dongduk Women's University e aver debuttato nella fiction Who Are You: Hakgyo 2015, si è fatta notare nel 2016 per la sua apparizione nella serie televisiva di successo Tae-yang-ui hu-ye, in cui ha interpretato una giovane infermiera. L'anno successivo ha ottenuto il suo primo ruolo principale nella fiction in costume Wang-eun saranghanda.

## Filmografia

### Televisione
- Who Are You: Hakgyo 2015 (후아유: 학교 2015?) – serie TV, episodio 1 (2015) – cameo
- Tae-yang-ui hu-ye (태양의 후예?) – serie TV (2016)
- Hamburo aeteuthage (함부로 애틋하게?) – serie TV, episodio 2 (2016) – cameo
- Jiltu-ui hwasin (질투의 화신?) – serie TV (2016)
- Wang-eun saranghanda (왕은 사랑한다?) – serie TV (2017)
- Neodo ingan-ini? (너도 인간이니??) – serie TV (2018)
- Jirisan (지리산?) – serie TV (2021) – cameo
- Payback: Money and Power (법쩐?) – serie TV (2023)
- Numbers: Building sup-ui gamsijadeul (넘버스: 빌딩숲의 감시자들?) – serie TV (2023)
- Hollyedaecheop (혼례대첩?) – serie TV (2023)